# Miluše Flašková
Miluše Flašková Glave , née le 18 avril 1974, est une coureuse cycliste tchèque qui pratique le cyclisme sur route. Championne de République tchèque en course en ligne (1997).

## Palmarès sur route
- 1993
  - 2e de Velka Cena Usti Nad Labem
  - 3e du championnat de République tchèque du contre-la-montre
- 1995
  - 2e du championnat de République tchèque du contre-la-montre
- 1996
  - 2e étape du Tour de Feminin - O cenu Ceskeho Svycarska
  - 2e du championnat de République tchèque du contre-la-montre
  - 3e du Tour de Feminin - O cenu Ceskeho Svycarska
- 1997
  -  Championne de République tchèque sur route
  - 2e du championnat de République tchèque du contre-la-montre
- 1999
  - 5e étape du Tour de Feminin - O cenu Ceskeho Svycarska
  - 2e du championnat de République tchèque sur route
  - 2e du championnat de République tchèque du contre-la-montre

### Grands tours

#### Tour d'Italie
5 participations
- 1993 : 49e
- 1995 : 72e
- 1996 : 71e
- 1998 : 52e
- 1999 : 67e

#### Grande Boucle féminine
- 1999 : 65e